# Filippo Benaglio
Filippo Benaglio (XIII secolo – Milano, 1297), signore di Vercurago e Calolzio, è stato un condottiero al servizio dei Della Torre signori di Milano.

## Biografia

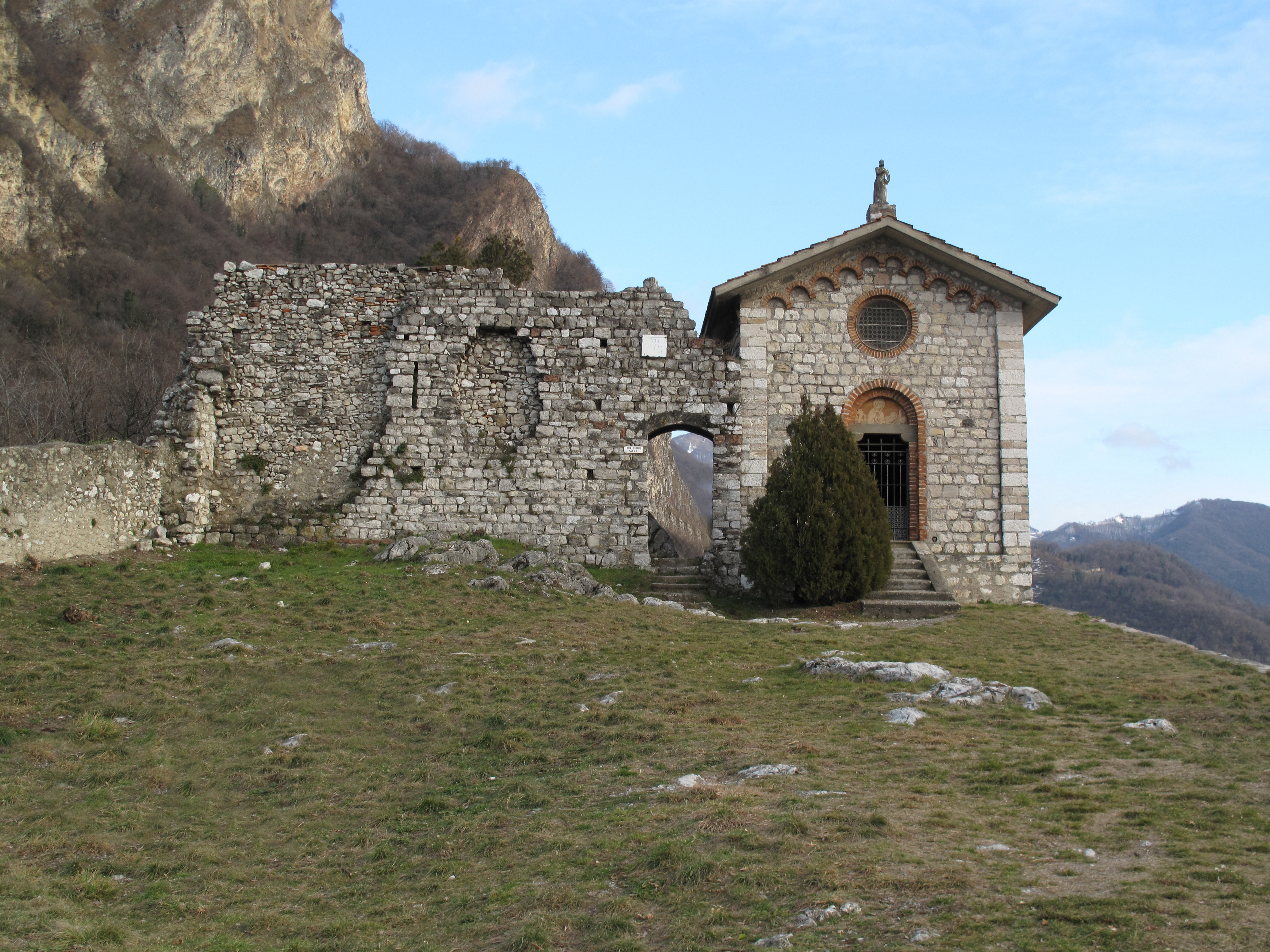
Il castello dell'Innominato a Vercurago, una delle principali roccaforti del Benaglio.

Considerato uno dei più importanti membri della famiglia dei Benaglio, nacque probabilmente nella prima metà del XIII secolo e partecipò attivamente alla guerra di successione della Signoria di Milano causata dalle lotte tra guelfi e ghibellini. Vassallo dei signori di Milano, parteggiò sempre per la famiglia guelfa dei Della Torre e con le sue imprese militari contribuì ad aumentare il prestigio della propria famiglia che all'epoca era ancora priva di titoli nobiliari. Della sua nascita non si conosce nulla, probabilmente insignito della cittadinanza bergamasca intorno al 1250 deteneva i feudi di Vercurago e Calolzio. In questi due territori il Benaglio possedeva diverse fortificazioni tra i quali il castello dell'Innominato a Vercurago e il castello di Rossino. Il Benaglio decise in questo periodo decise di spostare la residenza famigliare a Foppenico, attuale frazione di Calolziocorte. Fu un condottiero che venne coinvolto molte volte nelle battaglie tra i guelfi Della Torre e i ghibellini Visconti.

### La carriera militare
La sua carriera militare raggiunge il suo apice il 29 dicembre 1282 quando al comando con Tignacca Parravicino della Martesana e Straccia Parravicini degli eserciti comaschi e valsassinesi riuscì a conquistare Lecco e le città vicine tra cui Civate, prima proprietà dei Visconti. Le discordie tra i Della Torre e i Visconti erano iniziate già il 22 luglio 1262, data in cui Ottone Visconti venne nominato arcivescovo di Milano da papa Urbano IV quando invece il clero aveva preferito Raimondo della Torre. Il 30 marzo 1297, solamente 15 anni dopo la conquista di Lecco, Matteo Visconti riprese la città deportando a Milano 250 lecchesi tra cui Filippo Benaglio dove probabilmente trovò la morte.